# Nkem Owoh
Nkem Owoh, né le 7 février 1958 à Enugu est un acteur et humoriste nigérian.
En 2008, il a remporté l'African Movie Academy Award du meilleur acteur dans un premier rôle pour son rôle dans le film nigérian Stronger than Pain.

## Jeunesse
Nkem Owoh est né dans l'État d'Enugu, au Nigeria. Après ses études primaires et secondaires, il s'est dirigé vers l'Université d'Ilorin (en) pour des étudie d'ingénierie.

## Carrière
Pendant qu'il était étudiant à l'Université d'Ilorin (en), Owoh a joué dans diverses productions télévisuelles et cinématographiques.
Owoh a figuré dans le film Osuofia à Londres en 2003. Il est également connu pour avoir interprété la chanson I Go Chop Your Dollar sur la fraude sur les frais d'avance. La chanson a été présentée dans le film The Master dans lequel Owoh joue un escroc. La Commission des crimes économiques et financiers et la Commission de radiodiffusion nigériane ont interdit la chanson.

## Arrestations et enlèvement
En 2007, Owoh a été arrêté à Amsterdam dans le quartier de Bijlmermeer dans l'arrondissement d' Amsterdam Zuidoost, aux Pays-Bas à la suite d'une enquête de sept mois par la police néerlandaise baptisée Opération Apollo. Owoh a été arrêté alors qu'il jouait un spectacle musical lorsque la police a fait une descente sur l'événement et arrêté 111 personnes soupçonnées de fraude à la loterie et de violations de l'immigration. Owoh a ensuite été libéré.
En novembre 2009, Owoh a été enlevé dans l'est du Nigéria. Ses ravisseurs ont exigé une rançon de 15 millions de nairas. Owoh a été libéré après que les membres de sa famille auraient payé une rançon de 1,4 million de nairas,.

## Filmographie
| Year | Film                      | Rôle          | Notes |
| ---- | ------------------------- | ------------- | --- |
| 1987 | Les choses s'effondrent   |               | avec Pete Edochie |
| 2000 | Ukwa                      |               | avec Patience Ozokwor |
| 1999 | Big Man ... gros problème |               | |
| 1999 | Sawam                     |               | avec Francis Agu |
| 1999 | Conspiration              |               | avec Onyeka Onwenu |
| 2001 | Onye-Eze                  | Onye-Eze      | |
| 2002 | Faut docteur              | Dr. Zebedi    | |
| 2002 | Ifeonye Metalu            |               | |
| 2002 | Long John                 |               | |
| 2002 | Officier de police        |               | |
| 2002 | Clé                       |               | avec Chinedu Ikedieze |
| 2003 | Anunuebe                  |               | Pour ejim en 2011 |
| 2003 | Roi de la forêt           |               | |
| 2003 | Doigt de Lion             |               | |
| 2003 | M. Trouble                |               | avec Patience Ozokwor |
| 2003 | Osuofia à Londres (en)    | Osuofia       | |
| 2003 | Recrutement de la police  |               | |
| 2004 | Visa américain            |               | |
| 2004 | Mon chauffeur             |               | |
| 2004 | Ma propre part            |               | |
| 2004 | Osuofia à Londres 2       | Osuofia       | |
| 2004 | Spanner va en prison      |               | avec Chinedu Ikedieze |
| 2004 | Le maître                 |               | avec Kanayo O. Kanayo |
| 2005 | Akanchawa                 |               | |
| 2005 | Conducteur de bus         |               | avec Dakore Egbuson |
| 2005 | Le prince                 |               | |
| 2006 | Un imbécile à 40 ans      | Hygenius      | |
| 2006 | Capitaine                 |               | |
| 2006 | Base étrangère            |               | |
| 2006 | Indemnité                 | Egbentu       | |
| 2006 | Fabriqué à Cambridge      |               | |
| 2006 | Mon royaume vient         |               | |
| 2006 | L'avocat                  | Athanase      | |
| 2006 | Le rêveur                 |               | |
| 2007 | Bataille d'indemnité      | Egbentu       | |
| 2007 | Alliance gardant Dieu     | Samuel        | |
| 2007 | De prof                   |               | |
| 2007 | Johnbull et Rosekate      | Johnbull      | |
| 2007 | Persécution               |               | |
| 2007 | Plus fort que la douleur  | Ulonna        | avec Kate Henshaw-Nuttal la performance de Owoh dans ce film lui a valu le meilleur acteur dans un rôle de premier plan prix à l'Académie de cinéma africain en 2008 |
| 2008 | Sa Sainteté               | Onyabo        | Onyabo |
| 2008 | Sa dernière action        | Onyabo        | Onyabo |
| 2008 | Un homme fantastique      | Onyabo        | Onyabo |
| 2012 | Zone militaire            | Onyabo        | Onyabo |
| 2014 | Osuofia et la veuve       |               | avec Walter Anga, maire d'Oegbu Chinyere Wilfred |
| 2015 | Ghana Must Go             |               | |
| 2018 | Lionheart                 | Chef Godswill | |